# Slatnik
Slatnik (mađ. Szalatnak, nje. Salack) je selo u južnoj Mađarskoj. 
Zauzima površinu od 10,29 km četvornih.

## Zemljopisni položaj
Nalazi u sjeveroistočnom podnožju gore Mečeka (mađ. Mecsek), na 46°17' sjeverne zemljopisne širine i 18°17' istočne zemljopisne dužine. Obližnja naselja su na sjeveru sela Bikala (5 km udaljen) i Kubin (4 km udaljen), Kárász 3 km prema istoku, a Gređa se nalazi 5 km prema jugu.

## Upravna organizacija
Upravno pripada komlovskoj mikroregiji u Baranjskoj županiji. Poštanski broj je 7334.

## Povijest
U 18. st. su se u Slatnik doselili Nijemci iz Elzasa i Lotaringije. Selo je u tom stoljeću pripadalo pukovniku Józsefu Petrovszkom.

## Stanovništvo
U Slatniku živi 413 stanovnika (2005.). Većinu čine Mađari. Nijemaca je 23%, a Roma 3%. Rimokatolici čine 3/4, kalvinisti 5%, a za petinu stanovnika nije poznato ili su se odbili vjerski izjasniti.

## Vanjske poveznice
- (mađ.) Plan naselja  Arhivirana inačica izvorne stranice od 16. svibnja 2011. (Wayback Machine)
- Slatnik na fallingrain.com